# Донецьке шосе

Доне́цьке шосе́ — магістральна вулиця в місті Дніпрі.

## Розташування
Донецьке шосе пролягає між Слобожанським проспектом та Кайдацьким мостом. Протяжність близько 11 км.

## Історія
У 16 столітті в районі Донецького шосе та Передової вулиці відбувалися жвава забудова та заселення.

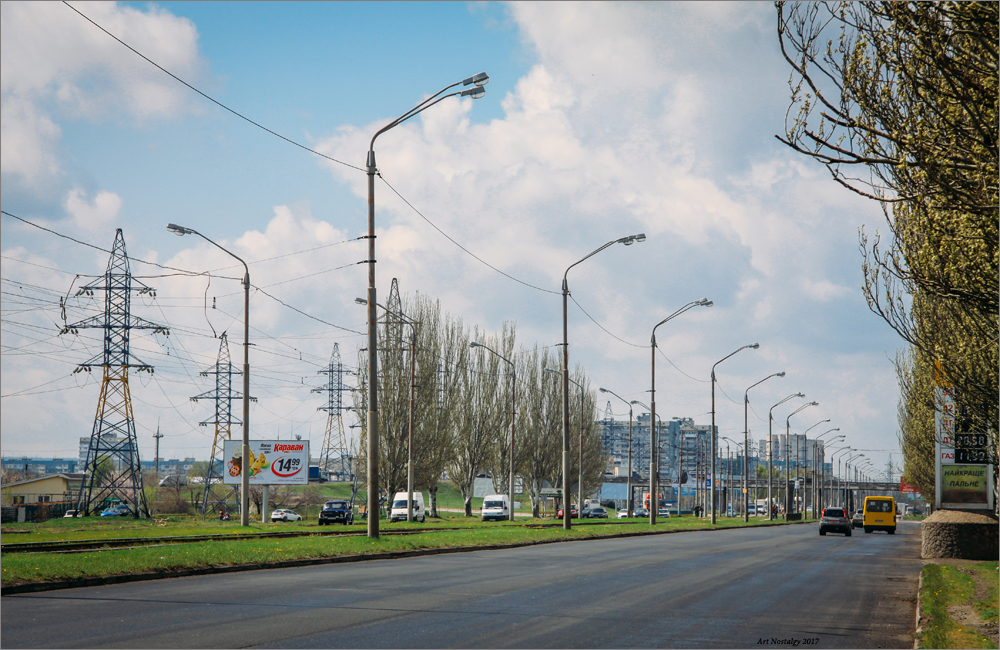
Донецьке шоссе

У 1975–1982 роках було збудовано Кайдацький міст, що дав можливість швидко заселяти лівобережні території. Як наслідок, Донецьке шосе взяло на себе основне навантаження щодо транзитного транспорту, який їхав з Києва на Донецьк. У середині 1980-х років довкола шосе тривало будівництво Фрунзенського масиву, який згодом був розділений шосе на два масиви: Фрунзенський-1 (Ломівський) та Фрунзенський-2 (Кам’янський). 17 грудня 1996 року Кайдацьким мостом пустили трамвай.

## Головні перехрестя та розв'язки
- Передова вулиця
- Петрозаводська вулиця
- Березинська вулиця
- Поштова вулиця
- Вулиця Дементєва
- Слобожанський проспект
- Кайдацький міст

## Перспективи
Існують плани реконструкції шосе для забезпечення безпеки руху пішоходів, а також концепція побудови багатофункційного комплексу біля Кайдацького мосту.